# Peter Schüngel
Peter Schüngel (Nederland, 22 april 1906) was een in Suriname actieve schrijver van Nederlandse afkomst. Hij was een zoon van Johan Peter Schüngel (geboren op 25 december 1882 in Dordrecht), die in maart 1932 inspecteur was geworden van de EBGS-scholen en in 1939 met "Europees verlof" ging en niet meer naar Suriname terugkeerde.
Peter Schüngel is vooral bekend geworden met het verhaal Wiesje dat voor het eerst verscheen in Suriname-Zending van december 1943. Wiesje is een van een twintigtal verhalen die Schüngel in de jaren 1942-1946 bijdroeg aan het zendingstijdschrift. Het verhaal vertelt over een klein meisje dat 'van plantage' (het district) naar de stad komt. Evenals Bruma's De fuik en Benny Oofts Avonden aan de rivier stelt Schüngel dus de problematiek van de urbanisatie aan de orde, zij het op een geheel andere schaal. Het is oorlogstijd, de Amerikaanse militairen zijn dominant aanwezig in Paramaribo en een Nederlandse prinses bezoekt het land. Schüngel legt de focalisatie geheel bij het kleine meisje door wier ogen de lezer die grote en voor haar zo sterk veranderende wereld beziet. De tegenstelling tussen het districtskind en de stadsjeugd wordt gethematiseerd door een dialoog als de volgende:
En George zei: 'Kom niet opscheppen. Jullie van plantage weet nèks. Als je zo knap bent, zeg dan: wat is een tank?'

'Een tank is voor regenwater,' had Wiesje geantwoord.

'Wè, wè, wè,' gilden de jongens, 'ze zegt dat een tank voor regenwater is.'

Toen was juffrouw gekomen en de jongens hadden het verteld, maar juffrouw had ze gejast: 'Wiesje heeft ook gelijk, op plantage hebben ze regentanks, net als vroeger in de stad, maar toen waren jullie nog heel klein.'
Dit nadrukkelijk centraal stellen van het Surinaamse taaleigen, is bijna een programmatische kwestie voor de schrijver. Hij schrijft consequent in het Surinaams-Nederlands en vertelt zelfs het Bijbelse Jozefverhaal na in het Surinaams-Nederlands. In zijn sociaal realisme is Schüngel verwant aan de auteurs die in de jaren '20 prozaschetsen schreven in de krant De Surinamer als Gilly en Olga, een traditie die later zou worden voortgezet door onder meer Coen Ooft, R. Dobru en Orlando Emanuels.
- Digitale Bibliotheek voor de Nederlandse Letteren: schu365